# 韦特布吕克 (下莱茵省)
韦特布吕克（法語：Weitbruch）是法国下莱茵省的一个市镇，属于阿格诺-维桑堡区。该市镇总面积15.11平方公里，2009年时的人口为2659人。

## 人口
韦特布吕克人口变化图示